# Карахалил
Карахалил, още Караалия или Каралия (на турски: Karahalil), е село в Източна Тракия, Турция, Вилает Лозенград.

## География
Селото се намира между Лозенград и Бабаески.

## История
В XIX век Карахалил е българско село в Бабаескийска кааза на Одринския вилает на Османската империя. Според „Етнография на вилаетите Адрианопол, Монастир и Салоника“, издадена в Константинопол в 1878 година и отразяваща статистиката на населението от 1873 година, Карахалил (Carahalil) има 160 домакинства и 740 българи.
Според статистиката на професор Любомир Милетич в 1912 година в селото живеят 200 български патриаршистки семейства.

## Личности
Родени в Каралия
- Никола Димитров (1895 – ?), български юрист, в 1922 година завършил право в Софийския университет[3]
- Темел Димитров (? - май 1903), деец на ВМОРО, четник на Лазар Маджаров, загинал на през май 1903 година в Кадиево[4]